# اونین (ناحیه برنو-تسوونتری)
اونین (به چکی: Unín) یک منطقهٔ مسکونی در جمهوری چک است که در ناحیه برنو-تسوونتری واقع شده‌است. اونین ۳٫۳۸ کیلومتر مربع مساحت و ۲۲۹ نفر جمعیت دارد، و ۴۶۱ متر بالاتر از سطح دریا واقع شده‌است.